# Bruce Humber
Bruce Humber, född 11 oktober 1913, död 17 augusti 1988, var en friidrottare från Kanada. Han deltog vid olympiska sommarspelen 1936.